# Orel indomalajský
Orel indomalajský (Ictinaetus malaiensis) je mohutný dravec z čeledi jestřábovití, který plachtí nad lesy kopcovitých oblastí tropické a subtropické jižní, jihovýchodní a částečně i východní Asie. Jedná se o jediného zástupce rodu Ictinaetus.

## Systematika a rozšíření
Orel indomalajský utváří dva poddruhy s následujícím rozšířením:
- I. m. perniger (Hodgson, 1836) – severní Indie a Nepál, Bhútán, jižní Indie a Šrí Lanka;
- I. m. malaiensis (Temminck, 1822) – od Myanmaru po jižní Čínu a jihovýchodní Asii.

Západní okraj výskytu druh tvoří indický Gudžarát. Druhové jméno malaiensis (resp. malayensis) znamená „malajský“.

## Stanoviště
Typické stanoviště druhu tvoří kopcovité a hornaté lesy i mangrovy. Může se vyskytovat i v sekundárním lese a křovinatých oblastech. Nejčastěji obývá oblasti do 2000 m n. m., může však vystoupat až do 3000 m n. m. a v Nepálu dokonce do 4000 m n. m.

## Popis

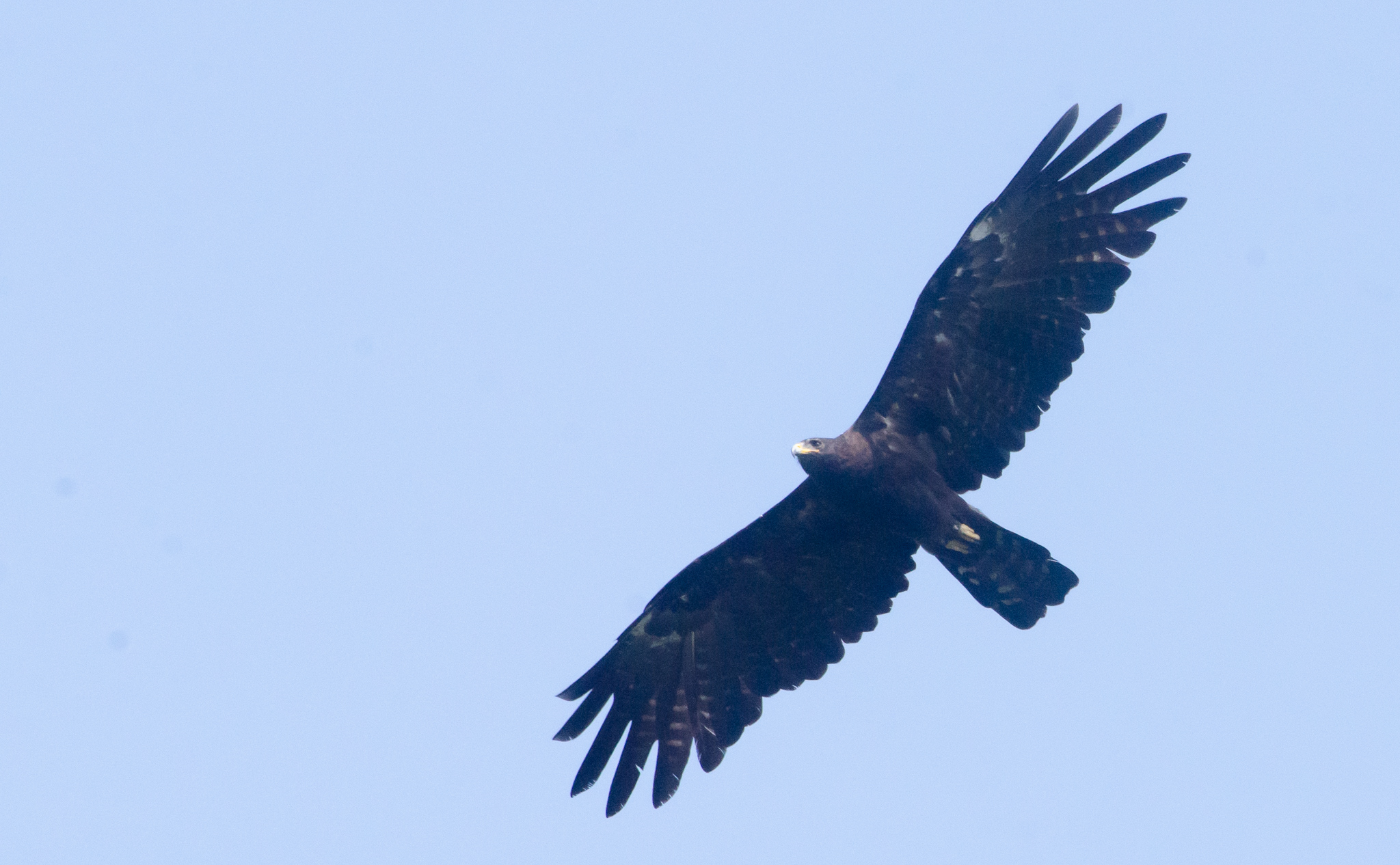
Orel indomalajský v letu s patrným rovně zakončeným ocasem

Tento statný orel dosahuje délky těla kolem 69–81 cm. Křídla jsou dlouhá a široká, stejně jako ocas. V letu se ocas jeví jako dlouhý, na konci useknutý s ostrými hranami. Většina opeření je černohnědá, pouze ocas má šedé nevýrazné příčné pruhy. Duhovky jsou tmavě hnědé, ozobí a nohy žluté.

## Biologie
Vyskytuje se samostatně nebo v páru. S oblibou hoduje hlavně na vejcích, ptáčatech nebo dokonce inkubujících ptácích na hnízdech v korunách stromů nebo v křoví. Vedle toho patří do jídelníčku orla i menší savci, jako jsou letouni nebo kuskusové. Z dalších druhů lovených orlem indomalajským byli zaznamenáni mj. ratufa obrovská nebo makak kápový. Nepohrdne ani plazy, žábami a větší hmyzem.

### Hnízdění

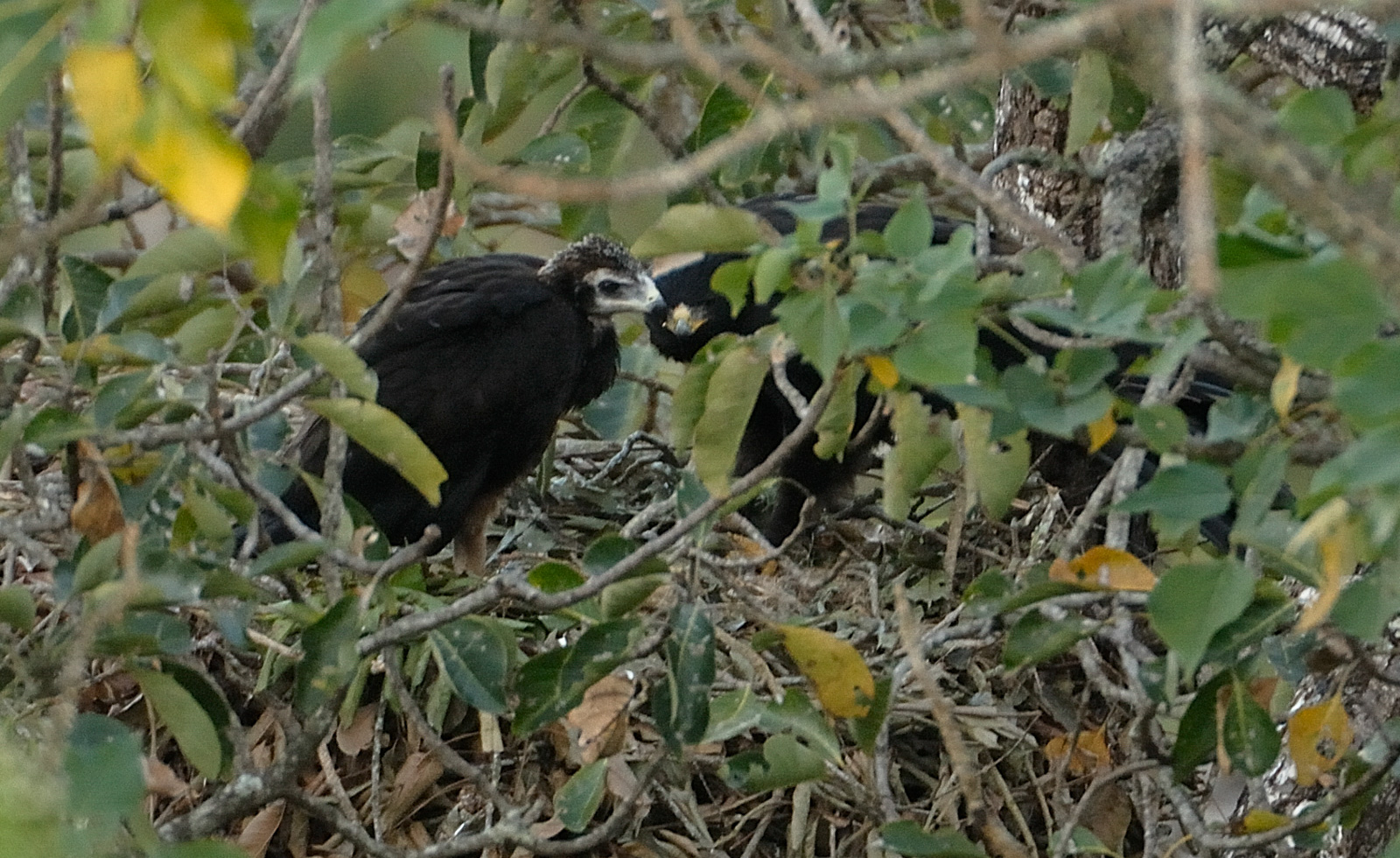
Orel indomalajský na hnízdě

Doba hnízdění závisí na oblasti. V jižní Indii dochází k hnízdění typicky mezi listopadem a březnem, v severnějších oblastech od prosince do května. Na vrcholu stromů si staví velké, avšak hezky upravené hnízdo z větviček, které může mít až 1,2 m v průměru a hloubku až 0,6 m. Vystélku tvoří listy. Samice klade jedno, maximálně dvě vejce.

## Ohrožení
Mezinárodní svaz ochrany přírody považuje orla indomalajského za málo dotčený druh, nicméně přiznává, že jeho populace je na pomalém ústupu vlivem odlesňování. V roce 2001 se celková početnost druhu odhadovala na cirka 10 000 jedinců.